# Gullbringusýsla

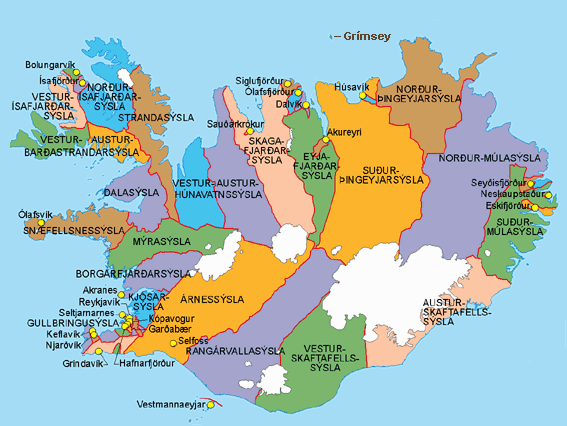
Gullbringusýsla està ubicat a la península més austral del sud-oest de Islàndia, on es troben les ciutats principals del país

Gullbringusýsla és un dels vint-i-tres comtats d'Islàndia. Es troba al sud-oest de la República d'Islàndia.

## Geografia
La localització exacta d'Gullbringusýsla és latitud: 63.9167; longitud: -22.25. La seva altura mitjana és de 236 msnm. Aquest comtat posseeix una extensió de territori de 1.216 quilòmetres quadrats. La zona horària usada és la mateixa que és emprada en tota Islàndia, l'Atlantic/Reykjavik.

## Demografia
Al comtat de Gullbringusýsla viuen 255.604. Els pobladors es troben distribuïts sobre un territori de 1.216 quilòmetres quadrats. La densitat poblacional del comtat és de 210,20 habitants per quilòmetre quadrat.

## Història
Gullbringusýsla fou un comtat d'Islàndia que abastava Suðurnes, Álftanes i Seltjarnarnes a Elliðiám. Va formar part del parlament de Kjalarnes. Els comtats ja no funcionen oficialment com a unitat administrativa després d'un canvi en la llei el 1989, però sovint se'n continua parlant. Es va esmentar per primera vegada el 1535. El 19 de març de 1754, ella i Kjósarsýsla es van fusionar i es va crear Gullbringuog Kjósarsýsla. El 1903, es van crear dues associacions comarcals sota un comissari de districte a Hafnarfjordur, i el límit entre elles es va traslladar als límits de Gardabaer i Álftaness. El 1974, la població de Keflavik es va convertir en un comissari de Gullbringusýsla, que després va arribar a Hafnarfjörður. Un comissari de districte a Kjósarsýsla era el comissari de la ciutat a Hafnarfjordur.